# Sergio Moroni
Sergio Moroni (Brescia, 27 gennaio 1947 – Brescia, 2 settembre 1992) è stato un politico italiano.
Conseguita la laurea in lettere, dal 1980 al 1987 fu consigliere regionale lombardo ricoprendo gli incarichi di assessore al Lavoro prima, alla Sanità poi, e infine ai Trasporti.

## Biografia
Nel 1987 fu eletto alla Camera dei deputati, entrando a far parte della direzione nazionale del PSI prima e assemblea nazionale del partito, poi come responsabile della Sanità del partito. Fu segretario regionale in Lombardia e nel 1991, aveva assunto la responsabilità nazionale dell'ufficio Regioni. Alle elezioni del 1992 venne rieletto in Parlamento risultando il socialista bresciano più votato.
Diversi anni dopo anche sua figlia Chiara è stata parlamentare, venendo eletta alla Camera per tre volte, restando in carica dal 2001 al 2013.

## Vicenda giudiziaria e suicidio
Fisicamente provato da un tumore al rene in stadio avanzato che lo aveva costretto al ricovero presso l'ospedale San Raffaele, Moroni ricevette, nell'estate del 1992, due avvisi di garanzia: uno per il troncone giudiziario che riguardava le discariche lombarde (in quanto predecessore del segretario regionale del PSI Andrea Parini) e le attività delle Ferrovie Nord, l'altro per i lavori all'ospedale di Lecco (in quanto ex assessore regionale alla Sanità).
Il 2 settembre si sparò in bocca con un fucile nella cantina del condominio dove abitava con la moglie e la figlia: fu trovato, attorno alle 20, dalla donna di servizio e dal suo autista. Moroni lasciò alcune lettere indirizzate a parlamentari del suo partito, lettere che i Carabinieri subito sequestrarono e che furono immediatamente rese pubbliche.

### La lettera al Presidente della Camera
Una delle lettere era diretta al Presidente della Camera Giorgio Napolitano. Essa, pubblicata il 4 settembre 1992 sull'Avanti! diceva:
ho deciso di indirizzare a Lei alcune brevi considerazioni prima di lasciare il mio seggio in Parlamento compiendo l’atto conclusivo di porre fine alla mia vita.
È indubbio che stiamo vivendo mesi che segneranno un cambiamento radicale sul modo di essere nel nostro paese, della sua democrazia, delle istituzioni che ne sono l’espressione. Al centro sta la crisi dei partiti (di tutti i partiti) che devono modificare sostanza e natura del loro ruolo. Eppure non è giusto che ciò avvenga attraverso un processo sommario e violento, per cui la ruota della fortuna assegna a singoli il compito delle “decimazioni” in uso presso alcuni eserciti, e per alcuni versi mi pare di ritrovarvi dei collegamenti. Né mi è estranea la convinzione che forze oscure coltivano disegni che nulla hanno a che fare con il rinnovamento e la “pulizia”. Un grande velo di ipocrisia (condivisa da tutti) ha coperto per lunghi anni i modi di vita dei partiti e i loro sistemi di finanziamento. C’è una cultura tutta italiana nel definire regole e leggi che si sa non potranno essere rispettate, muovendo dalla tacita intesa che insieme si definiranno solidarietà nel costruire le procedure e i comportamenti che violano queste regole.
Mi rendo conto che spesso non è facile la distinzione tra quanti hanno accettato di adeguarsi a procedure legalmente scorrette in una logica di partito e quanti invece ne hanno fatto strumento di interessi personali. Rimane comunque la necessità di distinguere, ancora prima sul piano morale che su quello legale. Né mi pare giusto che una vicenda tanto importante e delicata si consumi quotidianamente sulla base di cronache giornalistiche e televisive, a cui è consentito di distruggere immagine e dignità personale di uomini solo riportando dichiarazioni e affermazioni di altri. Mi rendo conto che esiste un diritto d’informazione, ma esistono anche i diritti delle persone e delle loro famiglie. A ciò si aggiunge la propensione allo sciacallaggio di soggetti politici che, ricercando un utile meschino, dimenticano di essere stati per molti versi protagonisti di un sistema rispetto al quale oggi si ergono a censori. Non credo che questo nostro Paese costruirà il futuro che si merita coltivando un clima da “pogrom” nei confronti della classe politica, i cui limiti sono noti, ma che pure ha fatto dell’Italia uno dei Paesi più liberi dove i cittadini hanno potuto non solo esprimere le proprie idee, ma operare per realizzare positivamente le proprie capacità e competenze. Io ho iniziato giovanissimo, a solo 17 anni, la mia militanza politica nel Psi. Ricordo ancora con passione tante battaglie politiche e ideali, ma ho commesso un errore accettando il “sistema”, ritenendo che ricevere contributi e sostegni per il partito si giustificasse in un contesto dove questo era prassi comune, né mi è mai accaduto di chiedere e tanto meno pretendere. Mai e poi mai ho pattuito tangenti, né ho operato direttamente o indirettamente perché procedure amministrative seguissero percorsi impropri e scorretti, che risultassero in contraddizione con l'interesse collettivo.
Eppure oggi vengo coinvolto nel cosiddetto scandalo "tangenti", accomunato nella definizione di “ladro” oggi così diffusa. Non lo accetto, nella serena coscienza di non aver mai personalmente approfittato di una lira. Ma quando la parola è flebile, non resta che il gesto. Mi auguro solo che questo possa contribuire a una riflessione più seria e più giusta, a scelte e decisioni di una democrazia matura che deve tutelarsi. Mi auguro soprattutto che possa servire a evitare che altri nelle mie stesse condizioni abbiano a patire le sofferenze morali che ho vissuto in queste settimane, a evitare processi sommari (in piazza o in televisione) che trasformano un’informazione di garanzia in una preventiva sentenza di condanna. Con stima.
Sergio Moroni»

### La risposta di Napolitano
In sede di commemorazione del deputato scomparso il Presidente della Camera dichiarò, tra l'altro: 
Dobbiamo farlo – abbiamo già cominciato a farlo – mediante iniziative appropriate ed efficaci, volte a rimuovere le cause di una crisi così grave affrontandone concretamente tutti gli aspetti essenziali. Ma potremo nello stesso tempo convenire sulle modalità di un dibattito generale sulla questione morale, in cui si riassume oggi il malessere dell'opinione pubblica nel rapporto con la politica e con le istituzioni. Un dibattito da cui possa uscire il quadro di insieme degli impegni di risanamento e di riforma da perseguire.
Faremo così – io penso – la nostra parte anche come destinatari dell'ultimo messaggio del collega Sergio Moroni. Cogliendo il senso del riconoscimento del proprio errore e della denuncia di comportamenti altrui considerati non giusti, che insieme si ritrovano in quella lettera. Rispettando il corso della giustizia. Rispettando una sconvolgente decisione personale, che appartiene alla sfera più intima, in qualche modo insondabile, della coscienza di un uomo.»

### Reazioni
Nei giorni successivi il segretario del partito Bettino Craxi criticò i magistrati che conducevano l'inchiesta con la frase «Hanno creato un clima infame». Gerardo D'Ambrosio, procuratore aggiunto di Milano, replicò a quella dichiarazione difendendo il lavoro dei colleghi e affermando: 
Nel 1994 il Tribunale di Milano condannò i complici di Moroni, accertando che l'ex deputato socialista aveva ricevuto «circa 200 milioni in totale nelle sue mani in una cartellina tipo quelle da ufficio, avvolta in un giornale». La sentenza fu poi confermata in appello e in Cassazione.